# くまのアーネストおじさんとセレスティーヌ
くまのアーネストおじさんとセレスティーヌは、アニメーション映画であり、ベルギー-フランス-ルクセンブルク合作の監督：ステファン・オビエ、ヴァンサン・パタール、ベンジャミン・レンナーによる2012年公開の作品です。この二次元のアニメーションは、ベルギーのGabrielle Vincentによる1981年から2000年まで刊行された児童書シリーズ「アーネストとセレストリン」にインスパイアされています。
本作は批評家から絶賛され、興行的にも成功を収め、さらに2013年のセザール賞最優秀アニメーション映画賞や、2014年のアカデミー賞最優秀アニメーション映画賞にノミネートされました。映画の世界観はその後、くまのアーネストおじさんとセレスティーヌとしてテレビアニメシリーズにも展開されました。

## あらすじ
敵対していたくまの世界とねずみの世界。なのに、ずんぐりと太ったくまのアーネストおじさんと、かわいいねずみの女の子セレスティーヌの間には、ふしぎで、あたたかく、恋人のような親子のような友情が芽生え、一緒に暮らしはじめることになりました。

## 配役
※括弧内は日本語吹替キャスト
- ランバート・ウィルソン：アーネスト (玉野井直樹)
- ポーリーヌ・ブランナー：セレストリン (松井暁波)
- アニー＝マリー・ループ：灰色のネズミ、孤児院守衛 (磯辺万沙子)
- パトリス・メレンネック：ジョルジュ、クマの菓子職人
- ブリジット・ヴィルトゥーデス：リュシエンヌ、クマの歯医者、ジョルジュの妻
- レオナール・ルーフ：レオン、ジョルジュとリュシエンヌの息子
- ドミニク・コリニョン＝モーリン：ラットの臨床医長
- ペレット・プラディエ：ネズミの看護師長
- ヤン・ル・マディック：アーネストの弁護士ラット
- フェオドール・アティキーヌ：グリズリー判事 (宗矢樹頼)
- ピエール・バトン：ラット判事
- ヴァンサン・グラス：クマの警察署長
- パトリス・ドジエ：ラットの警察署長
- ジャック・シロン：お客のクマ、ラ・ダン・デュールの店

## 製作
このプロジェクトは、ディディエ・ブルナープロデューサーによって2007年末に始動し、1年後にアニメーションのパイロットが完成しました。映画の資金調達は2009年4月まで続きます。2009年半ばから2010年半ばまで、ストーリーボードの作成に集中します。実際の制作段階は約1年半で、その後、ポストプロダクションは短期間で完了します。

### 脚本
脚本は作家・脚本家ダニエル・ペンナックによって書かれ、その後、アニメーションの制約に合わせて三監督が改訂します。原作のGabrielle Vincentの世界観を最大限に尊重しようとしましたが、彼女は生前、イギリスのスタジオが提案した非常に平凡で無個性なアダプテーションを拒否しました。最終的に、原作の世界への敬意を払うのではなく、ペンナックの世界観を取り入れたオマージュ的アプローチを採用し、ストーリーは作品の雰囲気をやや暗めにしたものになっています。レンナーは、ペンナックの提案したキャラクターの創造性に基づき、それを映画のビジュアルと物語の一貫性を高めるために活用しています。

### 音楽
サウンドトラックはヴァンサン・クルトワが作曲し、トーマス・フェルソンによる2曲も収録。1つは本人が歌い、もう1つはランバート・ウィルソンが歌います。
参加ミュージシャンにはルイ・スクラヴィス、ドミニク・ピファレリ、ミシェル・ゴダール、フランソワ・クチュリエ、ヴァンサン・クルトワがいます。

### アニメーション
プロジェクトの最初の試作品は、ベンジャミン・レンナーが制作し、制作会社に送ったものです。レンナーはAdobe Flashを使用して制作しました。
映画の制作は4年間続きました。

## 評価

### 批評反応
本作は、カンヌ映画祭のレ・リザルタント・シュバルで世界初公開されました。フランスの批評家から高く評価され、『ル・モンド』では、「終始楽しめる作品」と評され、絵や脚本もオリジナルのシリーズを尊重しつつ、独自のストーリー展開と深い思索も盛り込まれていると絶賛されました。『リベリオン』では、アニメの雰囲気や水彩画の効果、社会性のある脚本も高く評価されました。
その他、イギリスのタイムズ紙やアメリカのバラエティ誌などの海外メディアでも好意的に取り上げられています。

### 興行成績
フランスでは、スタジオ・カナル配給で2012年12月12日に公開され、同じ日にホビット：予期せぬ冒険などと公開されました。公開初週に17万以上の入場者を記録し（489館上映）、パリでは20館で約1,679人の観客を集め、好調なスタートを切りました。以降も好調で、3週目には20万以上の入場者を超え、累計では約76万を突破しています。
ベルギーでは、2012年12月19日に36館で公開されました。

## テレビシリーズ
映画を原作としたテレビシリーズ『くまのアーネストおじさんとセレスティーヌ』は、全26話（各13分）で構成され、2017年4月1日からフランス5で放送されています。2017年末には、4話のセレクションを映画館公開した『Ernest et Célestine en hiver』も公開されました。

## 映画続編
2022年、ジュリアン・シェングとジャン＝クリストフ・ロジェ監督による長編第2弾『Ernest et Célestine : Le Voyage en Charabie』が公開されました。これはテレビシリーズの制作チームが手掛けたもので、2022年6月にアヌシー国際アニメーション映画祭で上映され、翌年12月14日に劇場公開されました。
1. ↑  “« Ernest et Célestine » : cinq ans de boulot pour une merveille d’animation” (フランス語). Le Nouvel Obs (2012年12月11日). 2025年8月20日閲覧。
2. ↑  “Benjamin Renner, Vincent Patar et Stéphane Aubier • Réalisateurs” (フランス語). Cineuropa - le meilleur du cinéma européen (2012年5月25日). 2025年8月20日閲覧。
3. ↑  ““Ernest et Célestine”, trois extraits commentés par Benjamin Renner, co-réalisateur” (フランス語). www.telerama.fr (2012年12月13日). 2025年8月20日閲覧。
4. ↑  “Benjamin Renner : "Je cherche toujours les situations inconfortables ; réalisateur, c'était parfait !"” (フランス語). (2012年12月11日) 2025年8月20日閲覧。
5. ↑  “Benjamin Renner : "Je cherche toujours les situations inconfortables ; réalisateur, c'était parfait !"” (フランス語). (2012年12月11日) 2025年8月20日閲覧。
6. ↑  “Benjamin Renner, Vincent Patar et Stéphane Aubier • Réalisateurs” (フランス語). Cineuropa - le meilleur du cinéma européen (2012年5月25日). 2025年8月20日閲覧。
7. ↑  “ERNEST ET CELESTINE : Un petit bijou de tendresse et de poésie, cadeau de Noël du cinéma danimation français. Entretien exclusif avec le réalisateur Benjamin Renner.  - Effets-speciaux.info” (フランス語). www.effets-speciaux.info. 2025年8月20日閲覧。
8. ↑  “Films belges pour petits et grands” (フランス語). Cineuropa - le meilleur du cinéma européen (2012年12月19日). 2025年8月20日閲覧。
9. ↑  “Ernest et Célestine | Quinzaine des Réalisateurs”. Quinzaine des Réalisateurs. 2025年8月20日閲覧。
10. ↑  “"Ernest et Célestine" : un ours, une souris, deux moutons noirs” (フランス語). (2012年5月24日) 2025年8月20日閲覧。
11. ↑  ねずみたちよ、映画に出演している, エリック・ロレの記事（2012年5月23日）
12. ↑  “Ernest  & Célestine, la collection | Blue Spirit” (フランス語). www.spirit-prod.com. 2025年8月20日閲覧。
13. ↑  アヌシー映画祭：アーネストとセレストリンの続編、自由への賛歌、2022年6月17日掲載